# Paul Cook
Paul Thomas Cook (Londres, 20 de Julho de 1956) é um baterista inglês, mais conhecido por ser um integrante fundador da banda de punk rock britânica Sex Pistols. Ele também é chamado de "Cookie" por seus amigos na cena punk.

## Biografia

### Formação do Sex Pistols
Paul Cook cresceu em Hammersmith onde frequentou a escola Christopher Wren, agora chamada Phoenix High School em Shepherds Bush, onde conheceu Steve  Jones. Entre os anos de 1972 e 1973, Cook e Jones, junto com um amigo da escola chamado Wally Nightingale formaram uma banda chamada "The Strand". Paul foi o primeiro integrante da banda a investir em equipamento ao comprar uma bateria; Steve e Wally haviam roubado seus instrumentos. Nos próximos anos a banda se transformaria no Sex Pistols.

### Pós Sex Pistols
Depois do fim do Sex Pistols em janeiro de 1978, Cook e Jones inicialmente trabalharam na trilha sonora do filme The Great Rock 'n' Roll Swindle de Julien Temple. Os dois também gravaram algumas músicas utilizando o nome Sex Pistols. Depois disso os dois formaram uma nova banda chamada The Professionals juntamente com Andy Allan. Allan causou alguns problemas legais. Ele fez as gravações do baixo na música "Silly Thing" e nas primeiras músicas do Professionals, mas não tinha assinado qualquer contrato, portanto não foi creditado e nem pago pelos serviços. Nessa mesma época Cook e Jones tocaram juntos no álbum So Alone de Johnny Thunders.
Após um acidente de carro com os integrantes do Professionals a banda cancelou a turnê para promover o seu primeiro disco, e após conflitos ao declinar uma proposta para abrir shows do The Clash a banda se separou.
No início dos anos 1980 Cook e Jones descobriram o grupo new wave Bananarama. Paul ajudou o grupo a gravar o single, "Aie a Mwana", e foi produtor do primeiro disco Deep Sea Skiving.
No final da década de 80, Paul se apresentou com a banda Chiefs of Relief com o ex-guitarrista do Bow Wow Wow, Matthew Ashman, e depois de um curto período fora do ramo musical, tocou com Phil Collen (ex-integrante do Def Leppard) nos anos 90. Em 1996 se reuniu com os integrantes ainda vivos do Sex Pistols para a turnê mundial Filthy Lucre.
No início dos anos 2000 Paul se juntou a banda Man-Raze, com quem gravou o disco Surreal em 2008. A banda fez uma turnê pelo Reino Unido para promover o disco em 2009.
Em 2011, Paul começou a tocar com Vic Godard e Subway Sect.

### Vida pessoal
Paul vive em Hammersmith com sua esposam Jeni Cook, uma integrante fundadora do Culture Club e sua filha Hollie Cook, que também é musicista. Paul trabalha como músico de estúdio para Edwyn Collins. Cook também joga futebol pelo Hollywood United.

## Discografia

### com Sex Pistols
- Nevermind The Bollocks Here's The Sex Pistols (1977)

### com The Professionals
- The Professionals (1980) (Lançado somente em 1991)
- I Didn't See It Coming (1981)

### com Man-Raze
- Surreal (2008)